# آنا كارولينا شميدلوفا
آنا كارولينا شميدلوفا (بالسلوفاكية: Anna Karolína Schmiedlová)‏ مواليد 13 سبتمبر 1994 في كوشيتسه، هي لاعبة كرة مضرب سلوفاكية وتحتل حالياً المرتبة 29 (8 فبراير 2016) في تصنيف رابطة محترفات كرة المضرب.

## وصلات خارجية
- آنا كارولينا شميدلوفا على موقع رابطة محترفات التنس (الإنجليزية)
- آنا كارولينا شميدلوفا على موقع الاتحاد الدولي لكرة المضرب (الإنجليزية)
- آنا كارولينا شميدلوفا على موقع كأس بيلي جين كينغ (الإنجليزية)
- آنا كارولينا شميدلوفا على موقع بطولة ويمبلدون (الإنجليزية)
- آنا كارولينا شميدلوفا على موقع خلاصة التنس.كوم (الإنجليزية)
- آنا كارولينا شميدلوفا على موقع اللجنة الأولمبية الدولية (الإنجليزية)
- آنا كارولينا شميدلوفا على موقع أوليمبيديا (الإنجليزية)
- آنا كارولينا شميدلوفا على موقع اللجنة الأولمبية السلوفاكية (السلوفاكية)

- الموقع الرسمي